# Stephingertor

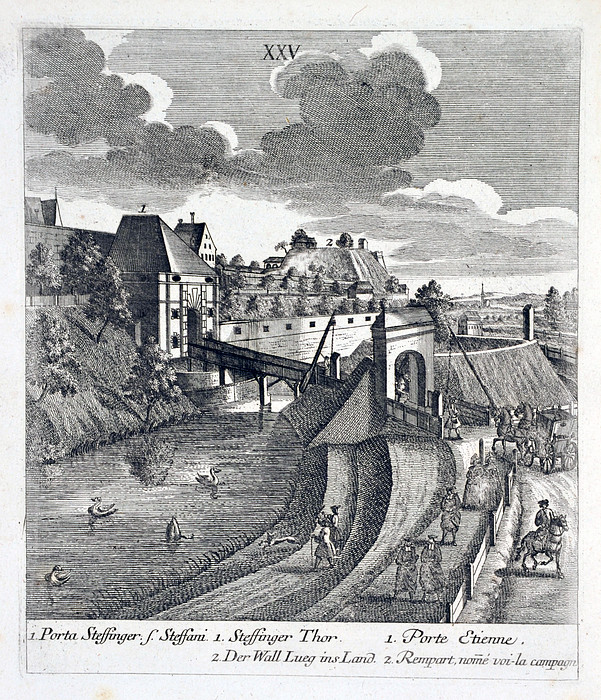
Das Steffinger Thor, aus: Die Schönheiten der Königl. Kreisstadt Augsburg, um 1818

Das Stephingertor (auch Steffingertor und St. Gallentor) ist ein ehemaliges Stadttor der äußeren Stadtumwallung im Nordosten von Augsburg. Es wurde 1304 erbaut und trug bis zur Mitte des 15. Jahrhunderts den Namen St. Gallentor (nach der dortigen Kirche St. Gallus). Es wird 1367 erstmals urkundlich erwähnt. Der Name Stephingertor bezieht sich auf die ebenfalls nahegelegene Kirche und das Kloster St. Stephan. Das Tor ist nicht mit dem Barfüßertor zu verwechseln, welches zeitweise auch das Steffingertor genannt wurde. 

## Beschreibung und Geschichte
Das Tor war kastenförmig, relativ klein angelegt und diente als Stadtausgang zwischen der Lueginslandbastion und dem Oblattertor. Ende des 14. Jahrhunderts wurde das Tor mit einer Holzbrücke ergänzt, die über den Stadtgraben führte. Im Jahr 1454 wurde diese durch eine neue Steinbrücke ersetzt. Die Brücke selbst blieb jedoch aus Holz, nur ihre Pfeiler waren parallel zur Tordurchfahrt stehende Mauerbögen. Die hölzernen Längsbalken der Brücke lagen auf diesen Steinpfeilern auf.
Der Torturm hatte ehedem einen spitzen Helm, wie man einer Stadtansicht von 1514 und dem Plan von Georg Seld aus dem Jahr 1521 entnehmen kann. In späteren Jahrhunderten fehlt dieser Helm und das Tor trug andere Dächer.
1619 wurde das Stephingertor vollständig abgebrochen und nach den Plänen des Stadtbaumeisters Elias Holl neu errichtet. Anfang des 18. Jahrhunderts wurde das Tor dann im Spanischen Erbfolgekrieg zerstört und anschließend nicht wieder aufgebaut. Einzig das Vortor, welches den Krieg überstanden hatte, bestand bis 1880. In diesem Jahr wurde allerdings auch dieses Vortor aus Platzgründen abgebrochen.